# Septembre 2019
Septembre 2019 est le 9e mois de l'année 2019.

## Climat
Le mois de septembre 2019 est le mois de septembre le plus chaud jamais enregistré dans le monde - alors que la même année juin 2019 est également le mois de juin le plus chaud jamais enregistré dans le monde et que juillet 2019 est non seulement le mois de juillet le plus chaud de l'histoire dans le monde mais également le mois tout court le plus chaud jamais enregistré dans le monde. En septembre 2019, plusieurs vagues de chaleur sont enregistrées dans le monde, notamment aux États-Unis où les températures ont presque atteint 40 °C, au Canada et en Mongolie. Dans l'Arctique canadien, les températures étaient 15 °C au-dessus de la normale.

## Événements
- 1er septembre :
  - Le président allemand Frank-Walter Steinmeier demande pardon à la Pologne lors d'une cérémonie commémorative à Wieluń (Pologne), à laquelle ont assisté le président polonais, Andrzej Duda. Les chefs d'État commémorent le bombardement de Wieluń par l'Allemagne nazie le premier jour de la Seconde Guerre mondiale.
  - élections régionales dans le Brandebourg et en Saxe (Allemagne).
  - l'ouragan Dorian cause au moins 50 morts et d'importants dégâts aux Bahamas.
- 4 septembre : formation du gouvernement Conte II en Italie.
- 5 septembre : des chercheurs de l'université de Hokkaidō, au Japon, publient la description d'une nouvelle espèce de dinosaures, Kamuysaurus japonicus, unique représentant du genre Kamuysaurus.
- 7 septembre : fin des manifestations des étudiants en médecine en Équateur, entamées le 1er mai, après que le gouvernement équatorien a accédé à leurs demandes le 4 septembre.
- 8 septembre : élections infranationales en Russie.
- 9 septembre :
  - élections municipales et régionales en Norvège.
  - élections législatives aux Tuvalu.
- 10 septembre : description de deux nouvelles espèces d'anguilles électriques (genre Electrophorus), considérées pendant plus de 250 ans comme ne formant qu'une seule espèce.
- 11 septembre :
  - vapeur d'eau détectée par le télescope Hubble sur l'exoplanète K2-18 b.
  - annonce officielle de la découverte de la comète C/2019 Q4 (Borissov), second objet interstellaire connu.
- 14 septembre :
  - une attaque de drones contre Abqaïq et Khurais réduit la production de pétrole de l’Arabie saoudite de moitié.
  - sommet de la CEDEAO, à Ouagadougou. Projets de fourniture d'électricité solaire et de lutte contre le terrorisme[2],[3].
- 15 septembre : élection présidentielle en Tunisie. (1er tour).
- 17 septembre : élections législatives en Israël.
- 17 au 30 septembre : 74e assemblée générale de l'ONU [4] à New York, avec un discours de Greta Thunberg en faveur de l'écologie.
- 20 septembre: 
  - Zevent organisé par ZeratoR qui a récolté 3,5 millions d’euros
  - la marche mondiale pour le climat réunit entre 4 millions et 6,6 millions de manifestants dans le monde[5].
  - arrêt de la centrale nucléaire de Three Mile Island[6] aux États-Unis.
- 23 septembre : faillite de Thomas Cook, plus ancien voyagiste au monde.
- 24 septembre :
  - des incendies multiples en Indonésie, provoquent un ciel rouge[7].
  - un séisme de magnitude 5,2 dont l'épicentre était à une vingtaine de kilomètres de la ville de Jhelum dans l'est du Pakistan - zone déjà touchée par des inondations au moment où le séisme s'est produit - provoque 38 morts et 300 blessés[8].
  - à l'unanimité, la Cour suprême du Royaume-Uni déclare illégale, nulle et sans effet la prorogation du Parlement (en) par Boris Johnson.
  - Nancy Pelosi, présidente de la Chambre des représentants des États-Unis, annonce le lancement d'une procédure d'impeachment à l'encontre de Donald Trump en réaction au sondage orienté[9] de la Maison-Blanche et de l'affaire Trump-Zelensky[10].
- 25 septembre : éruption du Stromboli en Italie.
- 26 septembre :
  - Les îles Moluques en Indonésie sont touchées par un séisme de magnitude 6,5 qui provoque au moins 20 morts[11].
  - en France, incendie de l'usine Lubrizol à Rouen.
- 27 septembre :
  - autre marche mondiale pour le climat. Des centaines de milliers de personnes manifestent pour le climat à Montréal, Québec et d'autres villes du Québec. À Montréal, où elles sont menées par la jeune militante suédoise Greta Thunberg[12], entre 450 000 et 500 000 manifestants se réunissent selon les organisateurs[13] (la police ne donne pas de chiffre mais parle d'une « mobilisation historique »[13]), ce qui en fait probablement « la plus importante manifestation de l’histoire du Québec »[14].
  - disparition de la compagnie aérienne Aigle Azur.
- 28 septembre : élection présidentielle en Afghanistan, au moins 5 morts et une dizaine de blessés dans des bureaux de vote.
- 29 septembre : élections législatives en Autriche.
- 30 septembre :
  - dissous quelques heures plus tôt, le parlement péruvien vote la suspension du président Martín Vizcarra.
  - le Conseil de l'Europe décerne le prix Václav-Havel à l'intellectuel et économiste ouïghour Ilham Tohti et à l'Initiative des jeunes pour les droits de l'homme.
  - en France, la journée de deuil national, décrétée après la mort de l'ex-président Jacques Chirac le 26 septembre, est le cadre d'une cérémonie solennelle.